# Storia di Mantova
La storia di Mantova non ha una data certa d'inizio e anche i primi fondatori sono incerti, ma, al contrario, il mito della fondazione della città è legato a doppio filo con la storia della profetessa Manto, che la tradizione greca vuole figlia dell'indovino tebano Tiresia.
Le vicende narrate nel mito vedono una dicotomia di questo personaggio (come anche accadde per quello di Longino): fonti greche narrano che Manto, fuggita da Tebe, si fermò nell'attuale Turchia; altre invece descrivono il suo arrivo, dopo lungo errare, nel territorio, allora completamente palustre, che oggi ospita la città. In questo luogo creò un lago con le sue lacrime; secondo la leggenda queste acque avevano la magica proprietà di conferire capacità profetiche a chi le beveva.
Manto avrebbe incontrato e sposato la divinità fluviale Tybris (il Tevere) re dei Toscani, e il loro figlio Ocno (detto anche Bianore) avrebbe fondato una città sulle sponde del fiume Mincio chiamandola, in onore della madre, Mantua. Questa versione mitica della fondazione della città di Mantova è riportata nell'Eneide di Virgilio. Secondo un'altra ipotesi Mantova fu fondata da Tarconte che derivò il suo nome da Manth, dio etrusco, signore dei morti del pantheon tirreno.

Il mito della fondazione di Mantova trova spazio anche nella Divina Commedia di Dante Alighieri nel XX Canto dell'Inferno, nel quale Dante stesso e la sua guida mantovana Virgilio incontrano gli indovini. Proprio indicando una di queste anime, Virgilio descrive i dintorni della città, il Lago di Garda ed il corso del Mincio che si tuffa nel Po a Governolo per affermare, riferendosi alla leggenda dell'indovina Manto: 
(Dante Alighieri, Inferno XX, 90)

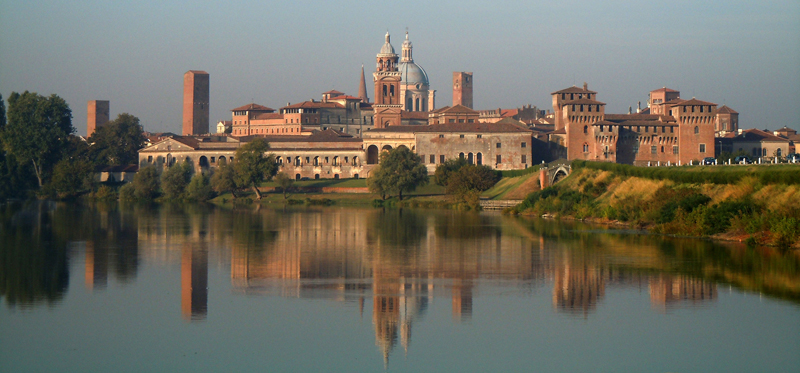
Profilo di Mantova

## Mantova etrusca e romana
Le prime tracce di insediamento abitativo è stato individuato nell'area di Gradaro-Fiera Catena nel corso di scavi eseguiti nel 2019/20. Il rinvenimento di due grandi dolii (il dolium è un vaso di terracotta, tipo giara) usati per contenere granaglie e altre riserve alimentari, conservati sotto il pavimento di una capanna hanno consentito di datare l'insediamento verso la fine dell'età del bronzo attorno all'XI-XII secolo a.C., smentendo l'ipotesi precedentemente avanzata che faceva risalire la futura Mantova al Bronzo Recente/Finale, due secoli dopo la data individuata alla luce delle nuove scoperte archeologiche.
Nel VI secolo a.C. si sviluppò la città etrusca all'interno di un territorio dove numerosi sono i siti archeologici con tracce della civiltà etrusco-padana, il più importante dei quali è il Forcello, nel vicino comune di Bagnolo San Vito.
Dopo la dominazione dei Cenomani vi fu la conquista dei Romani avvenuta nel 214 a.C. Divenuta colonia, assurse al titolo di città libera dopo la promulgazione della Lex Iulia de civitate del 90 a.C. che estese la cittadinanza romana agli abitanti delle colonie e divenne municipium dal 47 a.C. Il 15 ottobre del 70 a.C. ad Andes, piccolo villaggio nei pressi di Mantova, nacque Virgilio (Publio Virgilio Marone).
Nonostante questi importanti eventi, la Mantua romana rimase ai margini, secondaria rispetto a città vicine come Verona, Cremona e Brescia.
Come già nella capitale dell'Impero romano anche a Mantova giunse il messaggio cristiano. Nel 37 fu martirizzato Longino, il centurione romano che ferì al costato Gesù e che divenne custode del suo sangue e alcuni anni dopo giunse a Mantova e vi predicò, Barnaba, autore del vangelo apocrifo Gli Atti di Barnaba. La dominazione romana durò per secoli. Una recente scoperta archeologica in Piazza Sordello, il pavimento di una sontuosa domus romana del I o II secolo d.C., sembra rivalutare l'importanza della Mantua d'epoca romana.
Nel 452 a Governolo si svolse il celebre incontro nel quale Papa Leone I fermò l'avanzata verso Roma di Attila, ma il destino di decadenza era ormai segnato.

## Mantova medievale

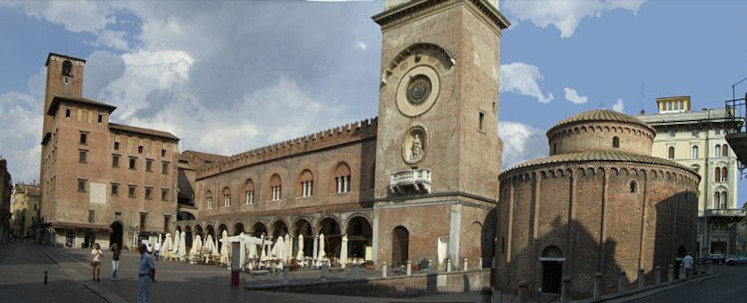
Piazza delle Erbe

Caduto l'Impero romano per mano di Odoacre nel 476 d.C., Mantova fu invasa dai Goti di Teodorico e successivamente fu occupata dai Bizantini. All'inizio del VII secolo la città divenne longobarda sotto la guida del re Agilulfo che la riconquistò il 13 settembre 602 e dal 774 iniziò il dominio dei Franchi. Evento storico determinante per il successivo sviluppo cittadino, fu il ritrovamento nell'anno 804 del presunto Sangue di Cristo seppellito in località "Gradaro" dal centurione romano Longino. Infatti si fa risalire all'anno successivo la nascita della diocesi, quando Papa Leone III, venne a Mantova su invito di Carlo Magno con il fine di verificare il ritrovamento del Preziosissimo Sangue di Cristo.

Intorno all'anno mille, con Tedaldo di Canossa, Mantova entrò a far parte dei possedimenti Canossiani. Fu elevata a capitale da Bonifacio III senza averne in cambio la fedeltà sperata. All'assassinio di quest'ultimo e dopo la quasi immediata morte dei due figli maschi, ci fu la successione con la figlia, la contessa Matilde che a Mantova vi era nata nel 1046. Durante il periodo matildico a Mantova si tenne un Concilio nel 1064 che assolse il papa Alessandro II dall'accusa di simonia e scomunicò l'antipapa Onorio II. Alla morte di Matilde, avvenuta il 25 luglio 1115, la città, formalmente feudo imperiale, poté costituirsi in Libero Comune in seguito alle concessioni dell'imperatore che rinunciò alla nomina di un nuovo conte. La maggiore autonomia fu assicurata a Mantova come agli altri comuni della Lega Lombarda a partire principalmente dal Trattato di Costanza del 1183.
La città fu divisa in quattro, con l'istituzione dei quartieri di Santo Stefano, poi di San Pietro, di San Leonardo, di San Giacomo e di San Martino. Ciascuno di questi era diviso in cinque contrade. 
 

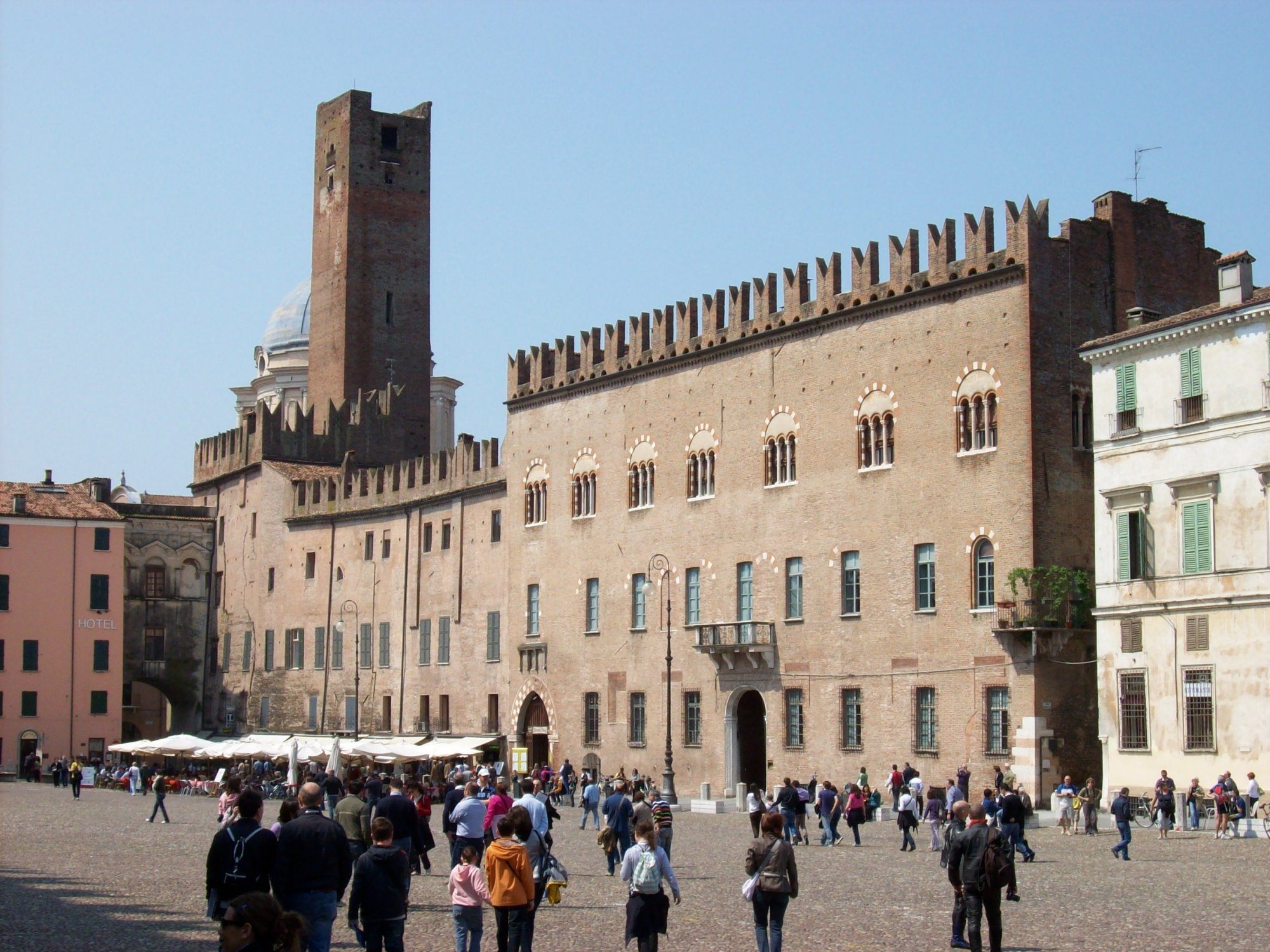
Palazzo Bonacolsi

A capo della gerarchia cittadina era il Vescovo che solo nel 1186 perse la potestas a favore del primo Podestà forestiero, il milanese Attone di Pagano.
Dal 1257 il comune fu guidato da una nuova carica, il Capitano del Popolo. All'interno della città si andarono affermando le famiglie dei Bonacolsi, degli Arlotti, dei Casaloldi. Dopo conflitti scoppiati tra questi, primeggiarono i ghibellini Bonacolsi e, nel 1273, Pinamonte Bonacolsi iniziò il periodo in cui Mantova fu sotto la guida di una Signoria. I Bonacolsi erano appoggiati dall'autorità imperiale per la loro politica ghibellina, oltre che favorevolmente visti dalla cittadinanza, quali difensori della popolazione mantovana dalle angherie del clero e dalla minaccia dell'inquisizione. La cittadinanza mantovana aveva già mostrato, nel 1235, una certa insofferenza verso i tentativi di ingerenza della Chiesa nell'amministrazione civile e penale della città, quando il vescovo Guidotto da Correggio venne linciato a furor di popolo, per aver preteso di limitare le libertà civili concesse dal Podestà. Dopo il generale malcontento causato dal rogo dell'eretico Martino di Campitello, nel 1265, i Bonacolsi attuarono una politica decisamente attenta a limitare gli eccessi del potere religioso. Nel 1293, in seguito allo sdegno provocato dal comportamento scarsamente edificante dei monaci domenicani verso alcune fanciulle, una folta delegazione di mantovani entrò con la forza nel convento e sottopose i monaci a una dura serie di insulti e minacce, sottolineando la reprimenda con la vigorosa bastonatura dei colpevoli o presunti tali. I domenicani si rivolsero alla magistratura, ottenendo dal giudice dei malefici la condanna per i responsabili al risarcimento pecuniario del danno subìto. La sentenza venne però annullata dal capitano del popolo Bardellone Bonacolsi, in riconoscimento delle buone ragioni dei condannati. Durante il governo di Guido Bonacolsi, nel 1303, entrarono in vigore gli Statuti Bonacolsiani, senza che vi fossero inserite norme repressive contro gli eretici, precedentemente ottenute dal vescovo Martino da Parma, già nel 1252. Con la ripresa delle sorti guelfe, dal secondo decennio del XIV secolo, gli scontri con il clero si fecero più pesanti, fino ad arrivare all'ordine di Rinaldo dei Bonacolsi, nel 1316, con il quale si vietava di portare armi agli "assistenti" del potente inquisitore Tomasino Tonsi di Modena. Il papa Giovanni XXII, nel 1326, scomunicò Rainaldo, creando le condizioni per la ripresa dei conflitti di potere tra le famiglie mantovane, che portò alla conquista della città da parte dei Gonzaga, nel 1328, sostenuti dalle milizie veronesi di Cangrande I della Scala.

## I Gonzaga

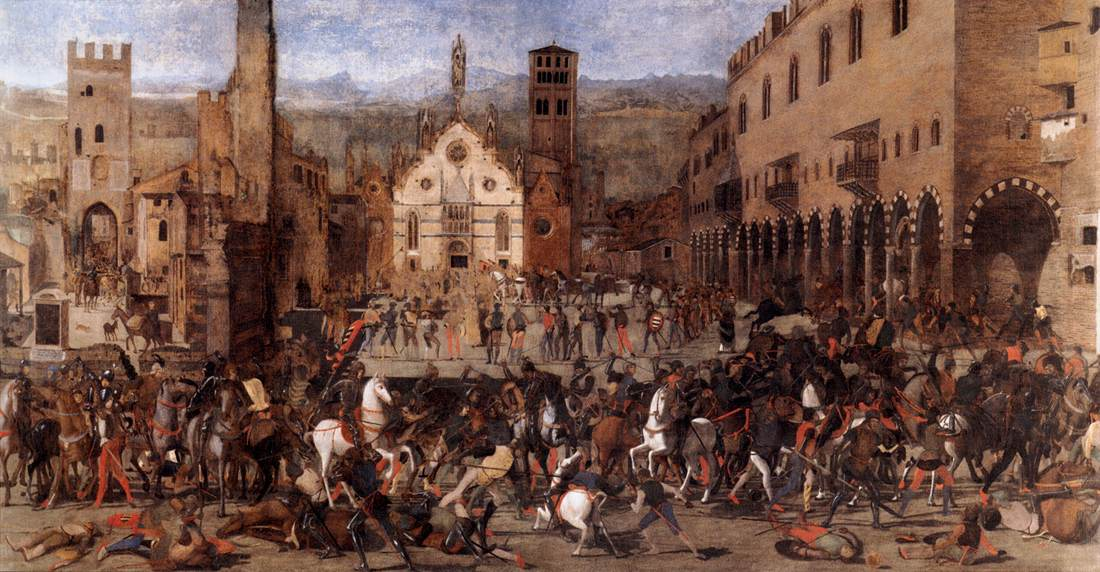
Domenico Morone, La cacciata dei Bonacolsi (Mantova, Palazzo Ducale)

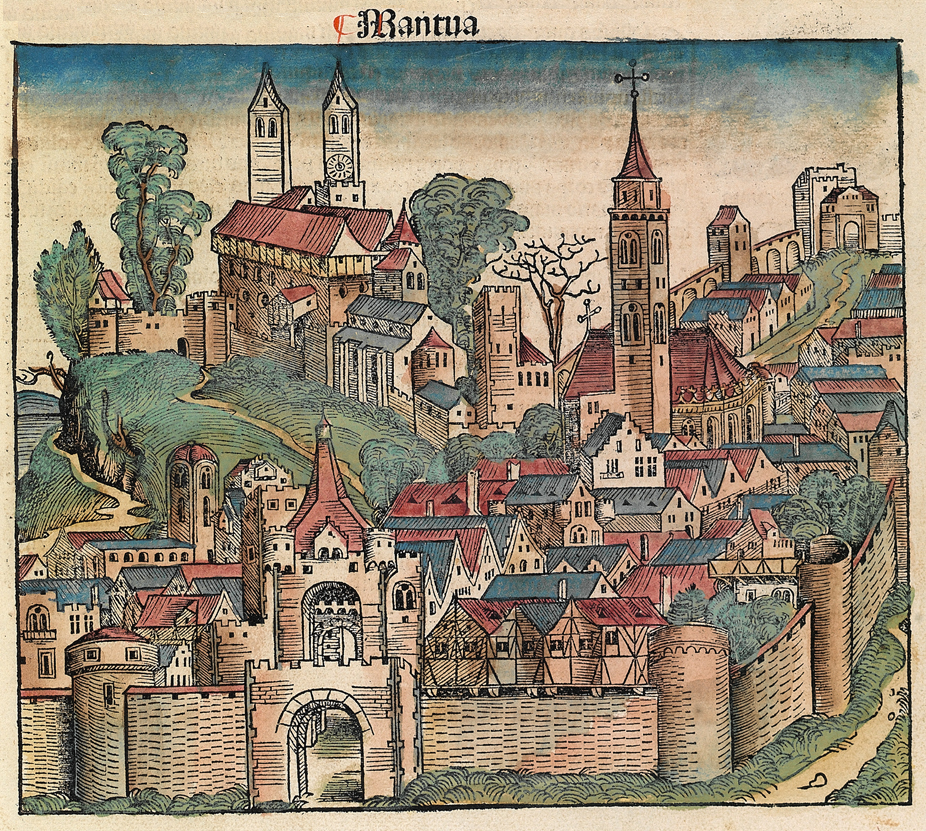
Mantova nel 1493

Il 16 agosto 1328 Rainaldo, detto il Passerino, l'ultimo dei Bonacolsi, fu ucciso durante una rivolta popolare appoggiata militarmente da Cangrande I della Scala, signore di Verona. I Corradi da Gonzaga, nobili di campagna inurbatisi nel 1186, acquisirono il potere sottraendolo alle ambizioni degli Scaligeri.
Essendo originari di Gonzaga, furono ben presto identificati con l'appellativo del solo toponimo di provenienza, divenendo una delle più celebri e longeve famiglie del Rinascimento italiano. Già nel 1329 Ludovico il Bavaro conferì il titolo di vicario imperiale di Mantova a Luigi, primo Gonzaga Capitano del Popolo.
Oltre il potere politico, i Gonzaga continuarono ad accrescere le loro proprietà immobiliari e terriere al punto di includere nei terreni allodiali ben 25 000 biolche mantovane. La ricchezza della nascente signoria derivava da più fonti: i redditi derivanti dalle proprietà terriere dirette e dalle investiture feudali, dalle condotte militari in cui i comandanti gonzagheschi eccellevano, e i tributi che s'incrementarono a seguito dello sviluppo urbano ed economico di Mantova. Particolarmente intensi erano i rapporti con Venezia. La ricca e fertile campagna mantovana forniva le derrate alimentari alla città lagunare e la liquidità incassata veniva dai Gonzaga reinvestita nell'acquisto dei titoli di debito della Repubblica di Venezia, sempre alla ricerca di capitali per finanziare le spedizioni economico e militari mediterranee. Sul finire del XIV secolo, infatti, per le finanze dello Stato mantovano gli interessi percepiti dagli investimenti a Venezia rappresentavano una quota molto significativa delle entrate.
La ricchezza accumulata consentì il versamento di un tributo di 12 000 fiorini d'oro che consentì a Gianfrancesco Gonzaga nel 1433, in una cerimonia pubblica in piazza di San Pietro, di essere insignito del titolo di Marchese dall'Imperatore Sigismondo che durante lo stesso evento annunciò il matrimonio della nipote Barbara di Brandeburgo con il primogenito del nuovo marchese, Ludovico.
L'interesse già manifestatosi per l'arte e i buoni studi, tra gli altri in quegli anni operò a Mantova l'illustre educatore Vittorino da Feltre, fu ancor più accresciuto con il governo di Ludovico iniziato nel 1444. Nel 1459 Papa Pio II (il senese Enea Silvio Piccolomini) convocò un Concilio in Mantova nel corso della quale in data 14 gennaio 1460, proclamò una crociata contro i Turchi, atto puramente simbolico vista l'indifferenza degli stati italiani e del Re di Francia. La permanenza del Papa a Mantova, nella quale fu accolto il 27 maggio 1459 dal marchese Ludovico, durò 7 mesi e 23 giorni.
La politica gonzaghesca era una tenace difesa di un continuo equilibrio tra le potenze confinanti: Repubblica di Venezia, Milano, Ferrara e i possedimenti pontifici. Per ancora altri decenni notevoli entrate nei bilanci gonzagheschi erano riscosse con le condotte militari, proventi derivanti dal capitanato degli eserciti di stati alleati. Famoso condottiero fu il marchese Francesco II che convolò a nozze con la sedicenne Isabella d'Este nel 1490, una delle donne più rappresentative del Rinascimento italiano. Il culmine del prestigio per i Gonzaga si ebbe con Federico II, figlio di Isabella d'Este, che dal 1530 divenne Duca di Mantova, titolo concesso dall'Imperatore Carlo V dopo aver ricevuto un'ingente somma. Fu proprio il duca Federico II a commissionare una Chronica de Mantua nel 1521 all'umanista e proprio segretario personale Mario Equicola, per esaltare i Gonzaga e le terre da loro governate, partendo dai miti della fondazione. 

Stemma dei Gonzaga dopo il 1530.

Nello stesso anno, il giorno 8 aprile, con la bolla Ad Dominici gregis curam, papa Paolo III convocò a Mantova, alla data del 23 maggio 1537, un Concilio ecumenico che non si riuscì ad organizzare per le condizioni poste dal Duca Federico II, poco propenso a sostenere spese rilevanti e a cedere, anche solo temporaneamente, parte della propria sovranità sul Ducato. Il Concilio fu annullato e riconvocato ed aperto a Trento nel 1545 sotto la presidenza del cardinale Ercole Gonzaga, anch'egli figlio di Francesco e Isabella, che nel conclave del 1559 non venne eletto papa per soli cinque voti. I Gonzaga comunque perseguirono una politica di tolleranza religiosa che consentì il formarsi di una grande comunità ebraica. Fu solo nel 1612, che Francesco, figlio del duca Vincenzo, seguendo le sollecitazioni della Curia romana, ordinò la creazione delle porte che chiuderanno la comunità ebraica all'interno del "ghetto", porte abbattute il 21 gennaio 1798 in epoca napoleonica. 

Il mecenatismo di Isabella non venne meno con i discendenti. Regnante Vincenzo I, il 24 febbraio 1607 fu rappresentata la prima opera lirica della storia musicale, L'Orfeo di Claudio Monteverdi su libretto di Alessandro Striggio. Alla corte gonzaghesca era quindi nato il melodramma. Fu uno degli eventi più clamorosi del teatro e della tarda commedia rinascimentale italiana, ma l'epoca d'oro del Rinascimento mantovano e del successivo manierismo stava volgendo al termine seguendo i destini della famiglia sovrana della città.
Nel 1627, estinta la linea primogenita, il ducato passerà ad un ramo cadetto della famiglia, i Gonzaga-Nevers, francesi. La successione di un "francese", Carlo I, Duca di Nevers e Rethel, in un feudo imperiale, tra l'altro di enorme importanza strategica, non poté che originare una forte reazione dell'Imperatore germanico.
Nel frattempo il nuovo duca Carlo I Gonzaga-Nevers, trovandosi in difficoltà economica, vendette al re d'Inghilterra, Carlo I, circa 90 quadri, oggetti preziosi e statue antiche: fu l'inizio della diaspora delle straordinarie raccolte d'arte accumulate da generazioni di Gonzaga. Nel 1630 l'Imperatore nel corso della Guerra di successione di Mantova e del Monferrato (1627-1631), conflitto da inserirsi nel quadro generale della guerra dei trent'anni, inviò un esercito di 36 000 Lanzichenecchi, i quali presero d'assalto la città, devastandola e diffondendovi la peste. Gli abitanti si ridussero a solo 6 000 e Mantova ne uscì profondamente cambiata: i fasti di un tempo e il prestigio resteranno solo un vago ricordo. Il trattato di Ratisbona del 13 ottobre 1630 e il trattato di Cherasco del 6 aprile 1631 sancirono la legittimità della successione dei Gonzaga Nevers che fu riconosciuta ufficialmente dall'imperatore Ferdinando II.
L'ultimo dei Gonzaga-Nevers, Ferdinando Carlo, si dimostrò politicamente inetto e inadeguato al ruolo. Dopo aver partecipato alla guerra contro i turchi a Budapest (1688) e a Belgrado (1689), si alleò con i francesi, al tempo della guerra di successione spagnola consentendone l'entrata delle truppe a Mantova. Per timore delle conseguenze del processo instaurato dal 1701 dall'autorità imperiale, si rifugiò a Venezia, portando con sé quadri, gioielli, monili e denaro. Il 3 giugno 1708 la Dieta di Ratisbona pronunciò una sentenza contro il duca Ferdinando Carlo di Gonzaga-Nevers, che morì poco dopo a Padova, il 5 luglio, dichiarandolo traditore dell'impero e dichiarandolo decaduto per fellonia. I beni del duca furono confiscati, le investiture imperiali non rinnovate e i sudditi mantovani furono liberati dal giuramento di fedeltà nei confronti dell'ultimo duca della famiglia Gonzaga.

## Mantova austriaca
La dominazione austriaca ebbe inizio il 2 aprile 1707 anche se giuridicamente il ducato di Mantova fu appannaggio della casa d'Austria a partire dall'anno dopo, il 1708. Come governatore dello Stato mantovano fu nominato il conte Giovan Battista Castelbarco. A quest'ultimo succedettero il langravio Filippo d'Assia-Darmstadt, rimasto in carica dal 1714 al 1735, e il conte Carlo Stampa. Dal 1737 venne nominato un vice-governatore subordinato al governatore della Lombardia austriaca, questo fino al 1745 quando il ducato di Mantova verrà unito al Ducato di Milano ponendo fine alla secolare indipendenza amministrativa del territorio mantovano.
La dominazione austriaca fu caratterizzata dal 1766 dalla politica delle soppressioni, iniziata da Maria Teresa d'Austria, continuata con il figlio Giuseppe II che produsse la cancellazione di immunità e privilegi ecclesiastici e la soppressione di ordini religiosi che si erano stabiliti a Mantova nei secoli precedenti. Tale politica fu causa della chiusura di numerosi monasteri e conventi che devoluti al demanio statale, furono in massima parte trasformati in caserme e in altre strutture logistiche a servizio della preponderante funzione militare che Mantova aveva assunto sotto la dominazione austriaca. Contemporaneamente Maria Teresa d'Austria diede impulso all'istruzione pubblica, istituendo la scuola primaria obbligatoria e fondando a Mantova nel 1768 la Reale Accademia di Scienze e Belle Lettere che avrebbe mutato il proprio nome in Accademia Virgiliana nel periodo di governo francese.
Quando Giuseppe II mise mano alla riforma amministrativa dei possedimenti austriaci, entrata in vigore il 1º novembre 1786, Mantova e il suo territorio costituirono una delle otto province della Lombardia austriaca. Ma di lì a poco il successore Leopoldo Il ripristinò la suddivisione amministrativa teresiana assicurando a Mantova, dal 24 gennaio 1791, l'antica autonomia.

Il primo periodo di presenza austriaca a Mantova terminò nel 1797.

## Mantova francese

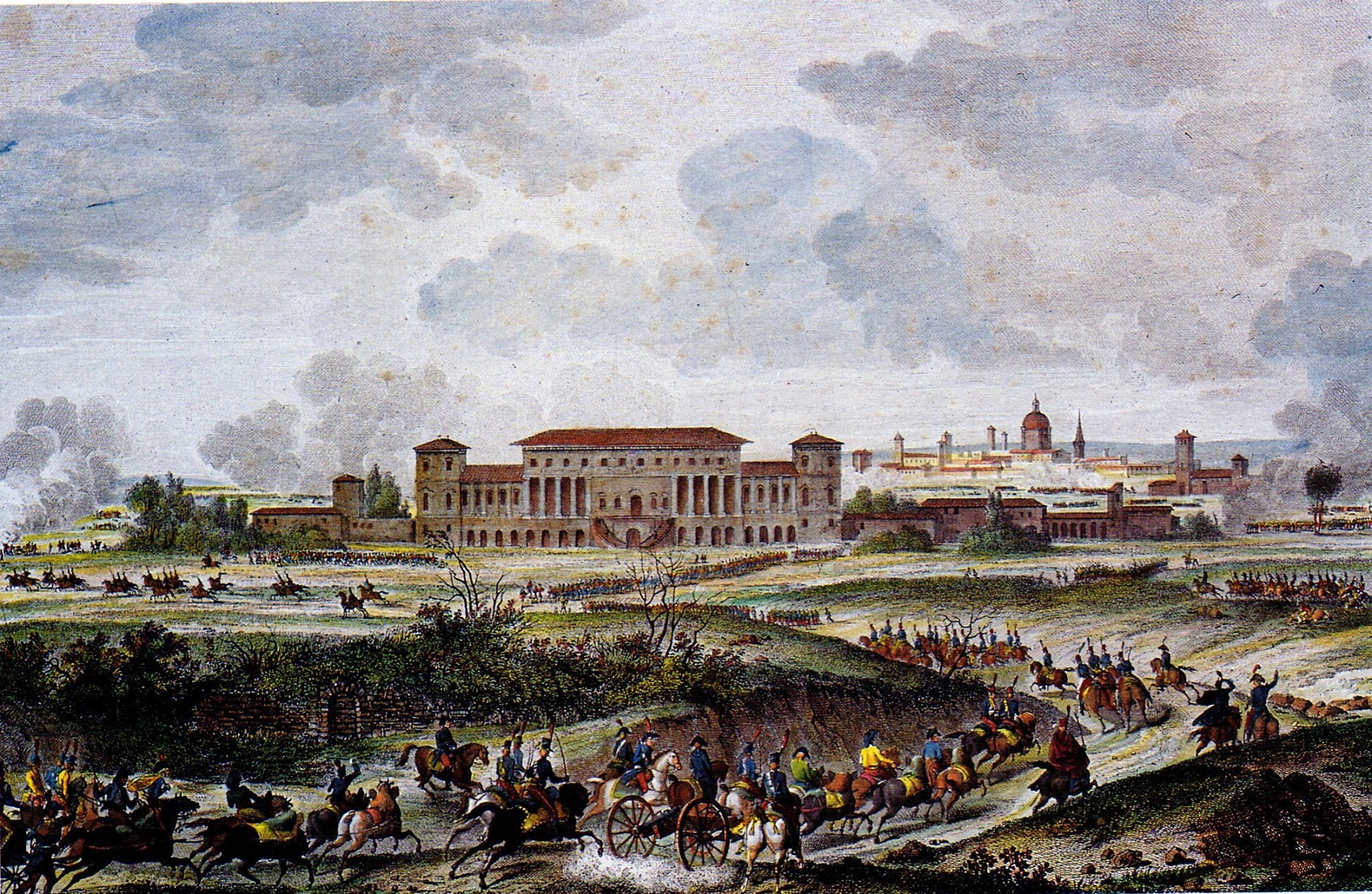
Battaglia della Favorita

Il primo periodo di dominazione austriaca si concluse con l'occupazione delle truppe di Napoleone Bonaparte, a seguito di un lungo assedio, durato dal 4 giugno 1796 al 2 febbraio 1797. Decisiva per l'esito finale dell'assedio fu la battaglia della Favorita del 16 gennaio 1797. In questo periodo vennero portati a termine le spoliazioni napoleoniche di Mantova.
Il trattato di Campoformio decretò che Mantova fosse annessa alla neonata Repubblica Cisalpina ma quando ripresero le ostilità, gli austriaci riconquistarono la città il 28 luglio 1799. Però il conflitto su scala continentale tra Francia e seconda coalizione si concluse con la vittoria napoleonica sancita con il trattato di Lunéville del 9 febbraio 1801. Tra le clausole previste c'era il reintegro di Mantova e provincia nella Repubblica Cisalpina. In città lo sgombero delle truppe austriache si concluse pochi giorni dopo, il 16 febbraio 1801.
Nel novembre del 1801, in rappresentanza del Dipartimento del Mincio del quale Mantova era il capoluogo, furono inviati ai comizi di Lione, assemblea che avrebbe statuito la nascita della prima Repubblica Italiana, tre deputati, l'avvocato Leopoldo Camillo Volta, Giuseppe Lattanzi, segretario della Accademia Virgiliana e don Alberto Zecchi, vicario del Vescovo. Dal 26 gennaio 1802 Mantova divenne parte della Repubblica Italiana.
I rivolgimenti istituzionali non si erano ancora conclusi. Infine Napoleone fu incoronato Re d'Italia, il 26 maggio 1805, ponendo fine alla prima Repubblica Italiana. Il 28 agosto fu nuovamente nominato governatore, già lo era stato dopo la prima occupazione francese, Sextius Alexandre François de Miollis a cui si deve la decisione di denominare come Virgiliana l'Accademia istituita da Maria Teresa d'Austria. Con il Regno d'Italia napoleonico l'importanza strategica della piazzaforte militare di Mantova si rafforzò. Dal 1808, a protezione della città, il generale napoleonico François de Chasseloup-Laubat fece edificare i forti di Pietole, di Belfiore e di San Giorgio. Perciò, non casualmente, l'eroe della lotta armata tirolese Andreas Hofer, dopo la cattura, fu tradotto a Mantova e qui processato e successivamente fucilato il 20 febbraio 1810.
Nel 1814 la città venne investita dalla guerra scoppiata tra le truppe austriache e le truppe del napoleonico Regno d'Italia. Dopo la Convenzione di Schiarino-Rizzino del 16 aprile 1814 che bloccò le ostilità, con la Convenzione di Mantova del 23 aprile 1814, il Viceré Eugenio di Beauharnais rinunciò ad ogni pretesa sul Regno d'Italia, decretandone la dissoluzione.

## Il Risorgimento

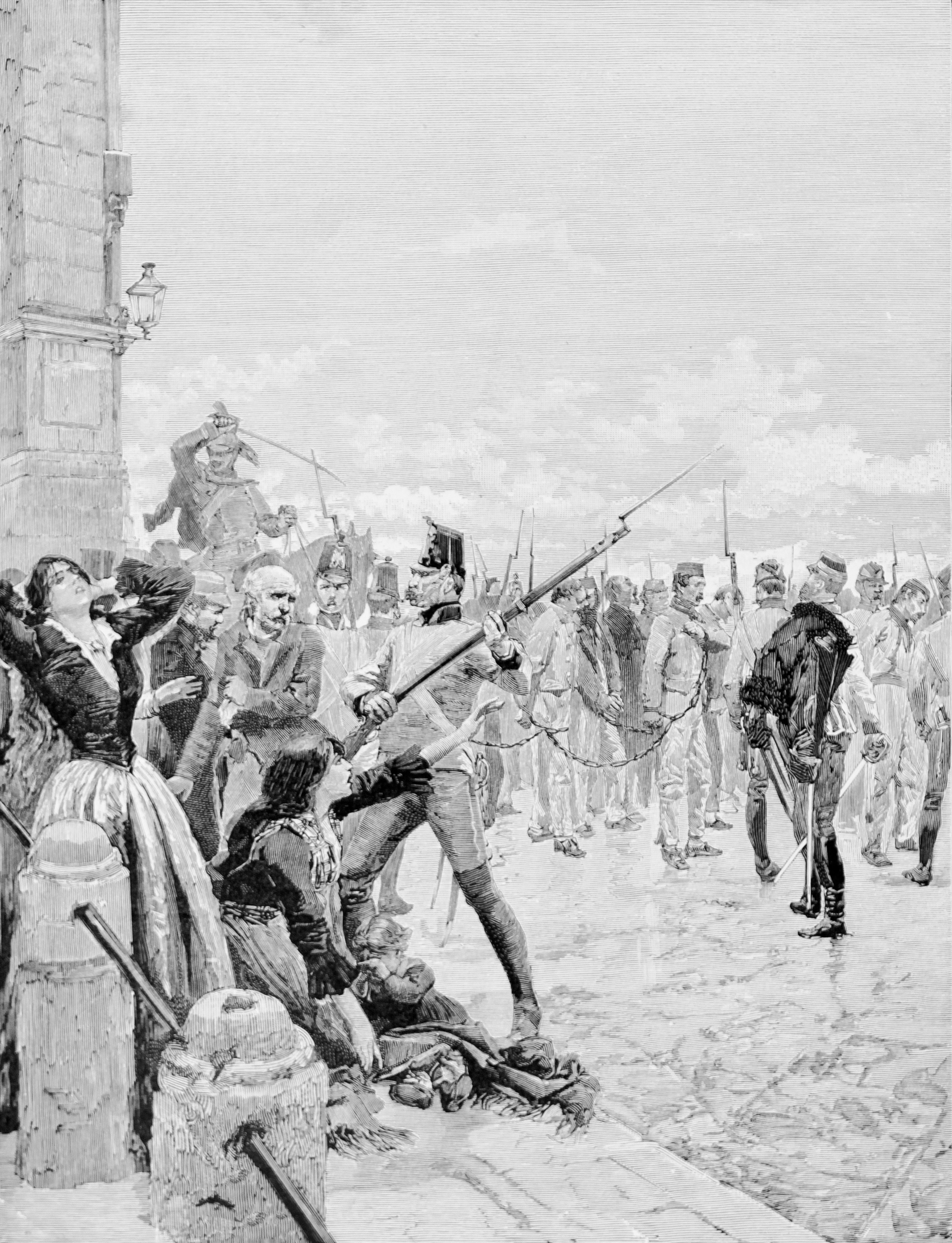
I martiri di Belfiore condotti al patibolo

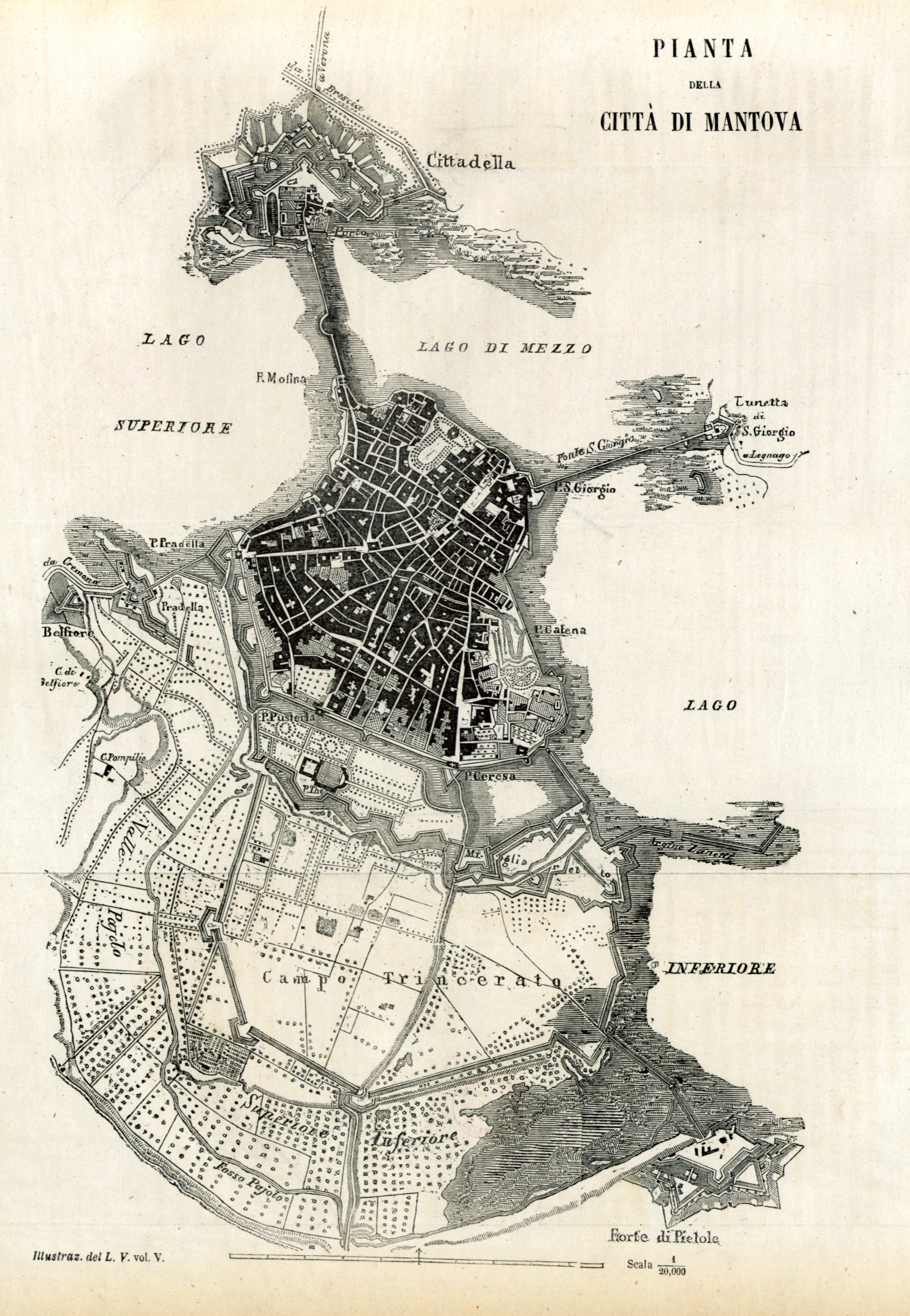
Mappa di Mantova del 1858

Con il Congresso di Vienna del 1815 gli austriaci ripresero possesso di Mantova e ne fecero uno dei capisaldi del Quadrilatero difensivo costituito dalle altre tre piazzeforti di Peschiera, Verona, Legnago. Mantova divenne, per la sua posizione strategica, protagonista del Risorgimento italiano. La città, di fatto, divenne un'enorme caserma dove erano acquartierati ben 10 000 soldati provenienti dalle diverse nazioni inglobate nell'impero d'Austria.
Le angherie dei regnanti generarono moti liberali e cominciarono a diffondersi le idee d'indipendenza ed unità d'Italia. Figura importante tra i patrioti mantovani fu quella di Giovanni Arrivabene che, arrestato nel 1821 per cospirazione, fu costretto all'esilio. Anche il fratello Giuseppe fu processato nel 1834-35 in seguito al tentativo dei liberali mantovani di far evadere Ciro Menotti, incarcerato nella città virgiliana al seguito del fuggitivo duca Francesco IV di Modena. Dopo i moti iniziati il giorno del patrono cittadino Sant'Anselmo (18 marzo 1848),  la società mantovana fu militarizzata; gli austriaci, infatti, imposero lo stato d'assedio dal 2 aprile 1848 che perdurò fino al 30 aprile 1854. In questa atmosfera, negli anni successivi la sconfitta subita nella Prima Guerra d'Indipendenza (1848/1849), tra il 1851 e il 1853, ci furono le esecuzioni dei Martiri di Belfiore, patrioti appartenenti al comitato rivoluzionario mazziniano che era stato istituito con la loro prima riunione del 2 novembre 1850, sotto la guida di Enrico Tazzoli, Attilio Mori e Giovanni Acerbi. Nel Castello di San Giorgio, divenuto carcere di decine di patrioti assieme al duro carcere della Mainolda, fu rinchiuso anche Felice Orsini, che sfuggì, la notte tra 29 e 30 marzo 1856, al probabile capestro con una fuga rocambolesca che ebbe risonanza sulla stampa di tutta Europa.
Il territorio della Provincia di Mantova fu investito dal conflitto tra franco-piemontesi e austriaci anche durante la Seconda Guerra di Indipendenza (1859).
Al termine della guerra, con la Pace di Zurigo, l'Austria cedette la Lombardia alla Francia, che l'avrebbe assegnata al Regno di Sardegna. Tuttavia la fortezza di Mantova e parte del territorio, rimasero ancora in mano austriaca.
Solamente nel 1866, al termine della Terza Guerra di Indipendenza e grazie al plebiscito del 21 e 22 ottobre, Mantova, assieme al Veneto e al Friuli, entrò a far parte del giovane Regno d'Italia.

Al plebiscito su una popolazione di 29 000 abitanti, votarono 6,088 cittadini senza che fossero espressi voti contrari e con 11 voti nulli. Nonostante le donne fossero escluse dalla vita politica e dal suffragio, nella città furono 2 000 le donne che vollero votare in un seggio speciale istituito presso il municipio. Il 25 novembre si tenne l'elezione suppletiva per la camera dei Deputati del Regno d'Italia che decretarono, dopo successivo ballottaggio, essere il primo deputato di Mantova, l'ingegnere Antonio Arrivabene. Alle prime elezioni politiche generali svoltesi nella città virgiliana il 10 marzo 1867, dopo il ballottaggio del 17 marzo, per il collegio di Mantova risultò vittorioso Giuseppe Garibaldi.

## Mantova nel Regno d'Italia

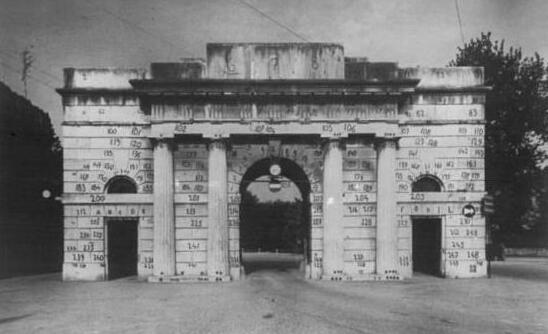
Porta Pradella prima della demolizione

Mantova, non più importante dal punto di vista strategico e militare, fu interessata da numerose demolizioni. Nel corso degli anni della monarchia e del fascismo, furono demolite Porta Cerese, Porta Pusterla, Porta Mulina, Porta Pradella (nel 1940) e le mura lungo l'attuale viale Risorgimento e fu interrata la parallela fossa Magistrale iniziando l'espansione verso sud. Anche il centro storico fu interessato da trasformazioni urbanistiche importanti. Furono abbattuti la palazzina della Paleologa che sorgeva davanti al Castello di San Giorgio, e il passaggio sopraelevato che congiungeva Palazzo Ducale al Duomo. Alle demolizioni nel ghetto ebraico, seguirono la costruzione degli edifici della Camera di Commercio, della Banca d'Italia e del Palazzo Gallico e venne ritrovata e restaurata la Rotonda di San Lorenzo.
L'espansione urbanistica fu accompagnata a partire dal 1901 dall'aggregazione di porzioni di territorio dei comuni confinanti.
Si cominciò con la frazione di Te, proveniente dal comune di Virgilio. Nel 1906 venne aggregata una porzione di territorio staccata dal comune di Curtatone. Contemporaneamente nei primi decenni del Novecento, i terreni demaniali, dove sorgeva la lunetta di Pompilio, furono ceduti all'amministrazione comunale che, demolita la costruzione militare, dette inizio, nel 1912, ai lavori di costruzione dell'ospedale che fu intitolato a Carlo Poma, il medico Martire di Belfiore. 

Segno del progresso fu la creazione di una prima linea tranviaria dalla stazione ferroviaria a Porta Mulina transitante dal centro della città. Nel settembre 1914 furono inaugurate due nuove linee urbane, entrambe aventi la partenza in Piazza Purgo (ora Marconi) e il capolinea alle storiche Porta Pusterla e Porta Cerese. Il servizio urbano di tram fu però interrotto già nel 1932.

Mantova, nonostante l'espansione territoriale, con i suoi 29.142 abitanti, rimase poco più di una cittadina che in presenza di poche attività industriali, viveva di riflesso della ricchezza prodotta nelle campagne dove l'agricoltura era già all'avanguardia.
Nel corso della prima guerra mondiale per il coordinamento dell'attività dei reparti aerei del Royal Flying Corps (R.F.C.), il 18 novembre 1917 fu costituita a Mantova la VII Brigade, al comando del Generale di Brigata Tom Webb-Bowen.
Nel 1919 anche Mantova, come molte altre località italiane, ebbe le sue Giornate Rosse, particolarmente sanguinose. Il 3 dicembre e il 4 dicembre esplodeva la protesta popolare per le vie e le piazze della città. Il giorno prima la Confederazione Generale del Lavoro e il Partito Socialista avevano proclamato lo sciopero generale nazionale. La città fu attraversata da cortei di protesta, presidiata da ingenti forze dell'ordine, colpita da devastazione di vario tipo come l'assalto e il saccheggio di armerie, e ci furono anche scambi di arma da fuoco. Il bilancio finale fu di 7 morti e una quindicina di feriti, tra questi il sindacalista Giuseppe Bertani. Seguirono retate ed arresti: 177 a Mantova, 153 in provincia. Di questi ben 296 si trasformarono in rinvii a giudizio. L'anno dopo furono celebrati i processi, che seppur con pene molto ridimensionate, portarono a 173 condanne.
Dopo l'inaugurazione il 1º giugno 1919 del "Sanatorio Belfiore" nella stessa località di Pompilio negli anni venti del 900 fu costruito e inaugurato il 28 ottobre 1928 il nuovo Ospedale civico di Mantova che successivamente assunse la denominazione, con R.D. 24 gennaio 1938, di “Istituti Ospedalieri di Mantova”, in seguito alla fusione dei preesistenti enti Ospedale Civile, Ospedale Infantile Bulgarini e Pio Istituto Rachitici ed Ortopedico. 

Anche in epoca fascista continuarono le demolizioni di vecchi edifici. La caserma Landucci che occupava gli edifici della chiesa di S. Domenico e del contiguo convento dei domenicani, fu demolita facendo posto al palazzo dei Sindacati edificato nel 1926-27.
Altresì non mancò un'ulteriore espansione territoriale del comune di Mantova con l'aggregazione di altre zone di territorio, staccate dai comuni di Curtatone, Porto Mantovano, San Giorgio di Mantova e Virgilio. Nel 1942, infine, vennero aggregate zone di territorio, staccate dai comuni di Curtatone, Porto Mantovano, Roncoferraro e San Giorgio di Mantova così che il comune di Mantova raggiunse l'attuale superficie di 6.397 ettari. Parallelamente all'espansione territoriale si consolidò la bonifica dei terreni (valletta Paiolo) dove si estendeva il lago omonimo, il cui prosciugamento aveva avuto inizio verso il 1780 e la cui urbanizzazione si concluse negli anni 60/70 così come per i quartieri Due Pini e Valletta Valsecchi.

## Mantova nella 2ª guerra mondiale
Particolarmente cruenti furono i giorni successivi all'armistizio dell'8 settembre 1943. La mattina del 9 settembre Mantova fu occupata dalle truppe tedesche. Con le truppe italiane ci furono scontri armati, principalmente alla stazione ferroviaria presidiata dal 4º Contraerei. Numerose furono le vittime, dal registro dell'ospedale risulterebbero ben 24 militari italiani ‘portati morti, tra questi il bolognese, capitano di complemento, Renato Marabini. La mattina dell'11 settembre venne uccisa Giuseppina Rippa nell'atto di offrire del pane ai militari italiani prigionieri e il 12 settembre fu rinvenuto a Belfiore ucciso da un colpo di pistola Don Eugenio Leoni, il giorno prima prelevato da una pattuglia tedesca nella chiesa di San Simone. La strategia terroristica preventiva dei tedeschi proseguì con l'Eccidio dell'Aldriga, che prende il nome da una località poco oltre il confine comunale di Mantova in territorio di Curtatone, dove il 19 settembre furono fucilati dieci militari italiani prelevati dal campo di concentramento del Gradaro (Kriegsgefangenenlager, poi Stalag 337, infine Dulag 339) situato alla periferia meridionale della città, nel quale transitarono almeno 250 000 militari italiani e stranieri.
Cominciano anche le deportazioni degli ebrei. La Casa di Riposo ebraica di Mantova viene adibita dalla Repubblica Sociale Italiana a Campo di concentramento provinciale. Sono almeno 37 gli ebrei arrestati in città, a questi numerosi altri si aggiungono dalla provincia. Il 5 aprile 1944 una quarantina di loro sono deportati ad Auschwitz. Solo cinque faranno ritorno.
A partire dal 14 febbraio 1944 fino alla Liberazione, la città è sottoposta a numerosi (quasi un centinaio) bombardamenti delle forze Anglo-americane. I principali obiettivi strategici sono lo scalo ferroviario e le vie di comunicazione verso il Nord, in particolare il Ponte dei Mulini. Ad operazioni belliche concluse, nella città si conteranno 132 vittime dei bombardamenti e oltre 300 feriti.
Il 7 luglio 1944 su iniziativa di don Costante Berselli, in locali della curia vescovile in Via Corte, ora Via Rubens, fu costituito il CLN (Comitato di liberazione nazionale) di Mantova. Berselli fu catturato e deportato a Dachau dopo che fu scoperto utilizzare una radio clandestina nella chiesa di San Gervasio e Protasio.
Mantova fu la prima città a sinistra del Po ad essere liberata, dopo la fuga di fascisti e truppe tedesche del 23 aprile 1945. Il giorno dopo, 24 aprile, le brigate partigiane Matteotti, Bonomi e 126ª Garibaldi occupavano i principali edifici pubblici al fine di riorganizzare la vita amministrativa.
25 aprile 1945: le prime truppe americane entrano in città, provenendo da San Benedetto Po.

## Mantova nella Repubblica Italiana
Il 4 maggio 1945 si insediava la giunta comunale provvisoria, nominata dal Comitato di Liberazione Nazionale con sindaco il socialista Carlo Camerlenghi. Finiva l'epoca iniziata nel 1927, dei podestà nominati con regio decreto anziché da un'assemblea eletta dai cittadini.
Le prime elezioni amministrative si tennero il 24 novembre 1946 assicurando a Partito Socialista Italiano e Partito Comunista Italiano la maggioranza, riproponendo una egemonia della sinistra che era venuta meno solamente con l'avvento del fascismo.
Primo sindaco del dopoguerra, liberamente eletto, fu il comunista Giuseppe Rea. Seguirono altre giunte di sinistra, con sindaci Pietro Denicolai, Eugenio Dugoni e Luigi Grigato. Nel corso del mandato amministrativo 1960/64 ci fu un cambio di maggioranza che il 6 agosto 1962 portò alla nascita di una giunta di centro-sinistra sempre presieduta dal socialista Grigato.
Nell'autunno del 1961 si tenne in Palazzo Ducale una mostra di opere di Andrea Mantegna che ebbe una risonanza internazionale, inaugurando in Italia l'epoca di mostre d'arte "popolari". Nei settanta giorni della mostra si contarono oltre 250 mila visitatori e vennero vendute più di 20 mila copie del catalogo.
Con un altro socialista, Gianni Usvardi, dal 20 dicembre 1974 iniziò una nuova stagione, durata 16 anni, di giunte di sinistra. A interrompere l'alleanza tra i partiti di sinistra fu, ancora una volta, un sindaco socialista, Sergio Genovesi, che dal 6 agosto 1990 presiedette una giunta pentapartitica, modellata sull'alleanza che esprimeva i governi nazionali.
Nel maggio 1995 viene applicata per la prima volta la nuova normativa che porta all'elezione diretta del sindaco, la popolare Chiara Pinfari. Ad insediamento del consiglio comunale e della giunta già avvenuto, si rilevava l'ineleggibilità della neo-sindaco poiché aveva conservato fino a due giorni prima del ballottaggio elettorale vincente la carica di presidente della Casa del Sole, istituzione privata convenzionata con l'Ussl, fondata nel 1966 da Vittorina Gementi.

Dopo una breve stagione commissariale, nel 1996 fu eletto sindaco Gianfranco Burchiellaro riconfermato nel 2000. La sequenza di maggioranze di centro-sinistra iniziata con l'elezione diretta del sindaco, proseguita con l'elezione di Fiorenza Brioni nel 2005, si interruppe nel 2010 quando ci fu la vittoria del centro-destra che portò all'insediamento di Nicola Sodano.

Con le elezioni del giugno 2015, Mantova ripropone una maggioranza in continuità con la sua storia amministrativa nell'Italia repubblicana. Mattia Palazzi, esponente del Partito Democratico, rieletto al primo turno nel settembre 2020, è l'attuale sindaco della città virgiliana.

## Cronologia storica
|  | Cronologia antica e medievale - XXI secolo a.C. - Primo villaggio, area abitata dal popolo degli Umbri. - VI secolo a.C. - Si sviluppa la città etrusca. - 214 a.C. - La città è conquistata dai Romani. - 70 a.C., 15 ottobre - Ad Andes nasce Publio Virgilio Marone. - 40 a.C. circa - Il territorio dipendente da Mantua viene misurato, ripartito ed assegnato a nuovi coloni, i veterani dell'esercito di Ottaviano (Centuriazione del territorio di Mantova). - 37 - Longino viene martirizzato nei pressi della città. - 804 - In località Gradaro, viene ritrovato il Preziosissimo Sangue di Cristo, trasportato a Mantova da San Longino. - 827 - È convocato dal vescovo Laiulfo il Concilio di Mantova, presieduto da Papa Eugenio II. - 1046 - Matilde di Canossa nasce a Mantova. - 1064 - Viene convocato e tenuto a Mantova un Concilio regnante papa Alessandro II. - 1115, 25 luglio - Matilde muore e la città si costituisce in Libero Comune. - 1274 - Pinamonte dei Bonacolsi sale al potere. - 1303-1313 - Vengono promulgati gli Statuti Bonacolsiani. Cronologia dell'epoca dei Gonzaga - 1328, 16 agosto - L'ultimo dei Bonacolsi viene ucciso durante una rivolta capeggiata dai Gonzaga che conquistano il potere. - 1433 - Gianfrancesco Gonzaga ottiene dall'imperatore Sigismondo il titolo di Marchese. - 1459-1460 - Convocato da papa Pio II, si tiene il Concilio di Mantova. - 1530 - Federico II Gonzaga, su nomina dell'imperatore Carlo V d'Asburgo, diviene Duca di Mantova. - 1607, 24 febbraio - All'Accademia degli Invaghiti è rappresentata per la prima volta l'opera ritenuta la capostipite del Melodramma, L'Orfeo di Claudio Monteverdi. - 1612 - Francesco IV Gonzaga, rende operativo il "Ghetto di Mantova" istituito due anni prima da Vincenzo I. - 1627 - Con Vincenzo II si estingue la linea primigenita dei Gonzaga che viene rimpiazzata dal ramo cadetto di origine francese dei Gonzaga-Nevers. - 1630, 19 luglio - Dopo dieci mesi d'assedio la città capitola ed ha inizio il "Sacco" dei Lanzichenecchi. - 1708 - Il duca Ferdinando Carlo di Gonzaga-Nevers viene dichiarato decaduto e il ducato di Mantova passa alla dipendenza diretta degli Asburgo. Cronologia dal Settecento ad oggi - 1768 - Maria Teresa d'Asburgo fonda la "Reale Accademia di Scienze e Belle Arti" che successivamente acquisirà l'attuale attributo di "Virgiliana" per volontà di Napoleone Bonaparte. - 1797, 2 febbraio - Gli austriaci al comando del conte Würmser si arrendono, finisce l'assedio di Mantova e inizia la dominazione francese. - 1798, 21 gennaio - Durante l'occupazione napoleonica, le porte del "ghetto" che segregavano la comunità ebraica mantovana sono abbattute. - 1810, 20 febbraio - Andreas Hofer, patriota tirolese, viene fucilato dai francesi in località Cittadella. - 1815 - Dopo il Congresso di Vienna, Mantova passa nel Regno Lombardo-Veneto. - 1851-1855 - Esecuzione capitale per undici patrioti italiani, i Martiri di Belfiore. - 1866 - La città di Mantova è annessa al Regno d'Italia. - 1919, 3 dicembre e 4 dicembre - Durante i Fatti di Mantova esplodono scontri di piazza tra dimostranti e forze dell'ordine che causano sette vittime. - 1946, 24 novembre - Si tengono le prime elezioni amministrative democratiche dopo la fine del regime fascista con la vittoria elettorale dei partiti di sinistra. |